# Nirvana
Nirvana byla americká grungeová kapela založená v roce 1987 v Aberdeenu ve státě Washington. Patří mezi nejvlivnější hudební skupiny 90. let 20. století. Zakládajícími členy byli Kurt Cobain (kytara, zpěv) a Krist Novoselic (basová kytara). V kapele se vystřídalo několik bubeníků, z nichž nejvýznamnější byl Dave Grohl, který byl poslední v řadě. Jako doprovodný kytarista byl přijat Pat Smear.
V roce 1989 Nirvana nahrála své první studiové album s názvem Bleach, avšak stále zdaleka nepatřila k hlavnímu proudu populární hudby a zaznamenaly ji jen lokální punkové scény. Zlom nastal v okamžiku, kdy v roce 1991 vyšel její nový singl s názvem „Smells Like Teen Spirit“ k albu Nevermind. Tato píseň se dostala na první příčky v hitparádách a otevřela Nirvaně a spolu s ní dalším kapelám různých undergroundových žánrů (punk, indie a další) cestu ke slávě. Třetí a zároveň poslední studiové album vyšlo v roce 1993 a dostalo název In Utero; obsahovalo později populární skladby jako „Rape Me“ a „Heart-Shaped Box“.
K typickým rysům vystoupení Nirvany patřilo rozbíjení svých instrumentů a skákání do bicí soupravy. Členové kapely se tak chtěli vyhnout nátlaku ze strany fanoušků, aby zahráli přídavek. Tato praxe ovšem snižovala výnos koncertů.
Nirvana se rozpadla po smrti frontmana skupiny Kurta Cobaina v dubnu 1994. Od svého vzniku prodala po celém světě více než 50 milionů alb. Hudebnímu stylu, který Nirvana hrála, se začalo říkat grunge. Podobnou hudbu reprezentovaly a reprezentují například kapely Alice in Chains, Mudhoney, Pearl Jam a Soundgarden.

## Historie

### Počátky
Počátky kapely spadají do roku 1985, kdy se prostřednictvím Buzze Osborna, kytaristy a zpěváka skupiny Melvins, poprvé setkali zakládající členové skupiny Kurt Cobain a Krist Novoselic. Novoselic hrál na baskytaru a Cobain v té době již hrál na kytaru a zpíval v punkové skupině Fecal Matter, kterou založil tentýž rok a z jejíž tvorby později těžila Nirvana. Po rozpadu Fecal Matter Cobain s Novoselicem usilovali o založení nové kapely. Roku 1987 se jim podařilo najít bubeníka Aarona Burckharda, s nímž nacvičili některé ze skladeb Fecal Matter. Poté se však po vzoru Melvins pustili do pilného zkoušení nových skladeb; za tři měsíce jich měli asi tucet, včetně coververze nizozemské kapely Shocking Blue „Love Buzz“. Kapela si v čele s Cobainem přála vystupovat před publikem. První opravdové vystoupení absolvovali 7. března 1987 v Raymondu ve Washingtonu na jednom domácím večírku.
Následovalo několik dalších vystoupení, většinou v Aberdeenu a blízkém okolí. V létě 1987 se činnost kapely pozastavila, protože Novoselic se se svou přítelkyní Shelli přestěhovali do Tacomy, Cobain za Tracy do Olympie a Burckhard zůstal v Aberdeenu, nebylo tudíž snadné zkoušet. Cobain se s Novoselicem spojil v Tacomě a aniž by Burckhardovi cokoli řekli, v říjnu zveřejnili v časopise The Rocket inzerát, že hledají bubeníka. Na inzerát nikdo neodpověděl a na nadcházející demo si vybrali bubeníka Melvins Dalea Crovera. V lednu roku 1988 nahrál s Nirvanou v seattleském studiu Reciprocal Recording první demo nahrávky, z nichž se některé objevily na albu Bleach a některé až na albu Incesticide. Po nahrání dema se stal v pořadí třetím bubeníkem Dave Foster.
Během těchto měsíců Nirvana vystřídala množství jmen jako Skid Row, Pen Cap Chew, Ted Ed Fred, nebo Bliss. První vystoupení pod názvem Nirvana se uskutečnilo 19. března 1988 v Community World Theater. „Nirvana“ (nirvána) je pojem pocházející z východních náboženství (zejména buddhismu a hinduismu) a označuje vykročení z nekonečného kruhu znovuzrození a lidského utrpení.
Foster byl v květnu krátce zatčen za napadení syna starosty města Cosmopolis. To Cobain s Novoselicem využili jako příležitost, jak Fostera dostat z kapely, protože s ním byli stále více nespokojení. V květnovém vydání The Rocket se objevil inzerát, že hledají bubeníka. Krátce pak zkoušeli s Burckhardem, ale ten nevydržel dlouho. Nakonec se stal bubeníkem Chad Channing.

### První nahrávky

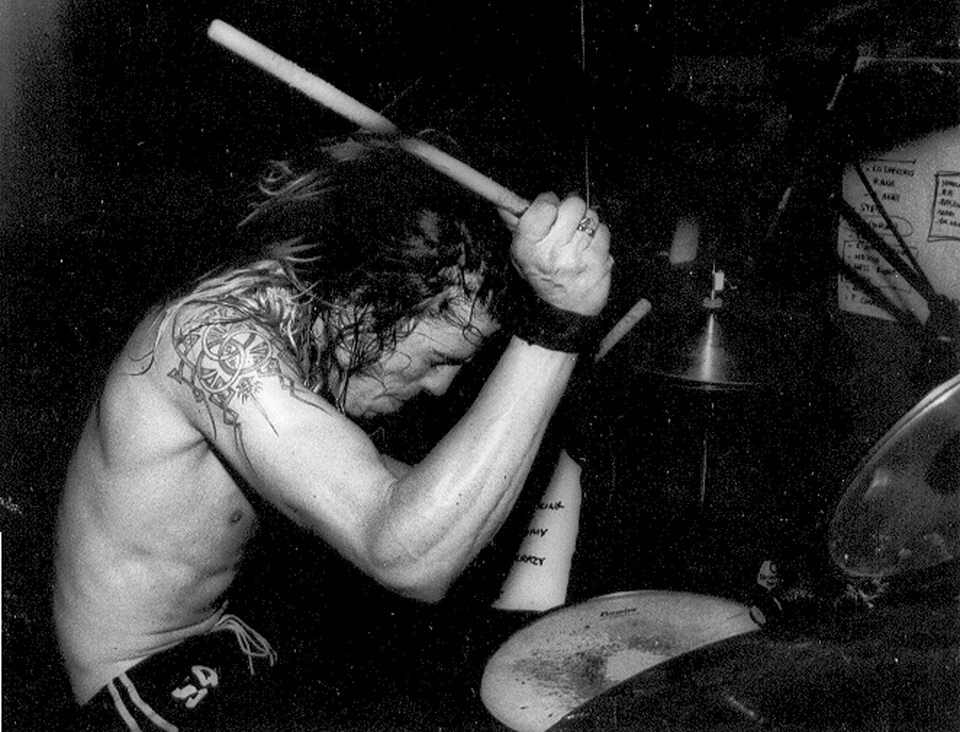
Dave Grohl vystupujíc s kapelou Scream roku 1989

První singl Nirvany se nazýval „Love Buzz“ a byl nahrán roku 1988 u nezávislého hudebního vydavatelství Sub Pop v Seattlu. B–stranu singlu tvořila píseň „Big Cheese“. Bylo vydáno pouhých tisíc kusů, což z něj dnes činí vzácný kus pro sběratele. Krátce poté vydavatelství Sub Pop vydalo kompilaci Sub Pop 200, na které se Nirvana prezentovala skladbou „Spank Thru“. Ta vznikla ještě pod hlavičkou Fecal Matters. Po vydání singlu se Cobain definitivně rozhodl, že Nirvana nebude jen jeho koníčkem, ale že se chce vydat na hudební dráhu a další, co si přeje udělat, je vydat album, na které zanedlouho Nirvana získala od Sub Popu smlouvu.
30. října 1988 Nirvana vystupovala na studentské koleji v Olympii. Zahráli pár svých písniček a pár coververzí. Po poslední „Blew“ Cobain rozbil svou kytaru. To se později stalo charakteristické pro vystoupení Nirvany, tím že si zničili vlastní nástroje se vyhnuli nátlaku, aby zahráli přídavek. Tato praxe ovšem pochopitelně výrazně snižovala výdělek z koncertů.
Na nahrávání alba Nirvana potřebovala sehnat poplatek 606,17 dolarů. Nikdo z nich takovou částku neměl, proto požádali společného přítele Jasona Evermana o zapůjčení požadovaného obnosu. A jelikož Everman poslední dobou pracoval na Aljašce jako rybář, peníze měl a ochotně je kapele zapůjčil. Everman byl na jaře do kapely přibrán jako druhý kytarista, protože pro Cobaina bylo obtížné zároveň zpívat a hrát na kytaru. Když následujícího roku nahrávali své první album Bleach, Everman na něm sice je uveden jako druhý kytarista, ve skutečnosti však na albu nehrál. Krist Novoselic o tom později řekl: „Chtěli jsme jen, aby se v kapele cítil víc doma.“ Bleach bylo oficiálně vydáno 15. června 1989.
6. a 21. ledna 1989 Nirvana poprvé vystupovala mimo svůj domovský stát Washington a to v Portlandu ve státě Oregon.
Na turné téhož roku, které následovalo k propagaci alba, Everman z kapely odešel (později hrál se Soundgarden), kvůli hudebním rozporům mezi ním a kapelou. O svém působení v kapele později prohlásil: „Každá kapela funguje trochu jako rodina, já si tam připadal jako mentálně retardovaný, dvakrát odložený nevlastní syn.“ Alba Bleach se brzy prodalo 35 000 kusů a jeho pozdější reedice z něj dělá jediné album, které přineslo nahrávací společnosti Sub Pop platinovou desku.
V létě roku 1989 Nirvana nahrála své první EP s názvem Blew, jehož producentem byl Steve Fisk. Poté se skupina společně s kapelou TAD vydala na turné po Evropě. Nedlouho po návratu do USA se Nirvana vydala na další turné, tentokrát po západním pobřeží Spojených států. Cobain s Novoselicem však začali být hrubě nespokojení s Channingem a nakonec mu sdělili, že v kapele končí. Channing naopak tvrdí, že to byl on, kdo z kapely odešel. Na chvíli jej nahradil Dan Peters z Mudhoney, se kterým ještě stačili nahrát píseň „Sliver“, avšak trvalé místo v kapele získal až tehdejší bubeník kapely Scream Dave Grohl. Skladba „Sliver“ vyšla jako singl a jeho producentem byl tentokrát Butch Vig, který již měl producentské zkušenosti například s The Smashing Pumpkins.
Poslední skladbou, kterou Nirvana nahrála u vydavatelství Sub Pop, byl singl „Molly's Lips“ (cover na skladbu od The Vaselines), který vyšel na počátku roku 1991. Nirvana pak přestoupila k mnohem většímu vydavatelství Geffen Records. Nirvana zůstala u Geffenu až do svého rozpadu. Koncem roku 1990 Cobain Novoselicovi přiznal, že bere heroin.

### VydáníNevermind(1991)
Díky finanční podpoře nahrávacího studia Geffen bylo Nirvaně umožněno upustit od smlouvy se Sub Popem. Sub Pop bylo oproti Geffenu malým vydavatelstvím a pokud si Nirvana přála prorazit, Geffen se jevil jako vhodná příležitost. Oficiálně Nirvana podepsala smlouvu s Geffenem 30. dubna 1991. Za producenta nového připravovaného alba byl opět zvolen Butch Vig.
Nové album začali nahrávat v Los Angeles v květnu a červnu roku 1991 ve studiu Sound City v Kalifornii. V této době se Cobain poprvé setkal se svou budoucí ženou Courtney Love, ale o místě a času setkání budoucích manželů panují neshody. Album dostalo název Nevermind. Ještě koncem června Nirvana vyráží na menší turné po USA jako předkapela Dinosaur Jr.
V létě roku 1991 Nirvana vyrazila se skupinou Sonic Youth na turné po Evropě, které je zachyceno v dokumentu 1991: The Year Punk Broke. 10. září vyšel Nirvaně nový singl „Smells Like Teen Spirit“, který měl připravit půdu pro novou desku. Z počátku se neprodával moc dobře; zlom nastal v okamžiku, kdy klip ke „Smells Like Teen Spirit“ začala vysílat hudební stanice MTV. Singl se začal rychle prodávat a totéž platí o novém albu, které následovalo 14 dní po něm. Lidé z Geffen Records doufali, že se alb Nevermind prodá alespoň 50 000 kusů, zhruba polovinu ze 118 000 kusů alba Goo od Sonic Youth.
Úspěch, jaký nové album zaznamenalo, měl trvalý dopad na celou kapelu. Cobain si začal stěžovat na zhoršující se bolesti v žaludku a společně s Courtney Love nadále bral heroin, případně jiné drogy. Na přelomu roku 1991 a 1992 se Nirvana vydala na nedlouhé turné s Red Hot Chili Peppers a Pearl Jam. 11. ledna následujícího roku skupina vystoupila v lukrativním pořadu stanice MTV Saturday Night Live. V následujících měsících Nirvana podnikla turné, během něhož navštívila i státy jako Japonsko či Nový Zéland. V době turné vyšla jen v Japonsku a Austrálii limitovaná série alba Hormoaning.
Když kapela přijela na Havaj, kde měla vystupovat v rámci turné, Cobain se tam oženil s Courtney Love. 18. srpna roku 1992 se jim narodila dcera, která dostala jméno Frances. Krátce poté měla Nirvana absolvovat vystoupení na Reading festivalu, jednom z nejznámějších festivalů vůbec, z něhož pochází DVD Live at Reading. V tomto období se šířily pověsti ohledně zdraví Kurta Cobaina a ten v reakci na to se nechal na pódium přivézt na nemocničním vozíku a když Novoselic řekl obecenstvu, že Kurt jim přijel zahrát přímo z nemocnice, Cobain se zvedl z vozíku a začal hrát „Breed“. V roce 1992 Nirvana vystupovala na udílení cen MTV, kde byla nominována na čtyři ocenění a odnesla si dvě, obě za „Smells Like Teen Spirit“. Koncem roku vyšlo další album s názvem Incesticide, které bylo sbírkou B–stran singlů a dosud nevydaných skladeb.

### In Utero(1993)

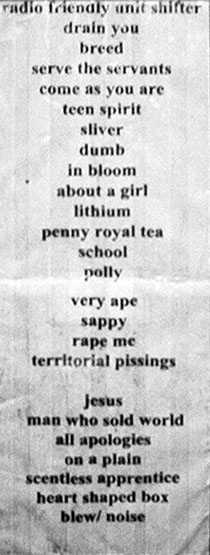
Setlist posledního koncertu v Mnichově 1. března 1994

Za producenta nového alba si kapela vybrala Steva Albiniho, který byl známý díky své práci na albu Surfer Rosa od Pixies. Cobain si přál, aby jejich nové album mělo podobný zvuk právě jako Sufer Rosa. Cobain měl základní představu o tom, jaké písničky se na albu objeví a jak budou vypadat, už v polovině roku 1992. Společně s Albinim se členové Nirvany vydali do nahrávacího studia v Minnesotě, kde se zaregistrovali pod jménem The Simon Ritchie Group. Nové, v pořadí třetí studiové album dostalo název In Utero, i když se původně mělo jmenovat „I Hate Myself and Want to Die“. Kapele stačily k jeho nahrání dva týdny. Když In Utero odeslali do Geffenu, tamějšímu vedení se příliš nelíbilo a dokonce po Cobainovi chtělo, aby jej přepracoval, což odmítl. Album nakonec vyšlo v září téhož roku. I když se In Utero vyšplhalo na přední příčky hitparád, takového úspěchu jako Nevermind nedosáhlo. K albu postupně vyšly singly „Heart-Shaped Box“, „All Apologies“/„Rape Me“ a „Pennyroyal Tea“.
V říjnu se Nirvana vydala na turné po Spojených státech, k němuž vzala jako čtvrtého člena kapely Pata Smeara, kytaristu a zpěváka skupiny Germs.

### Poslední měsíce

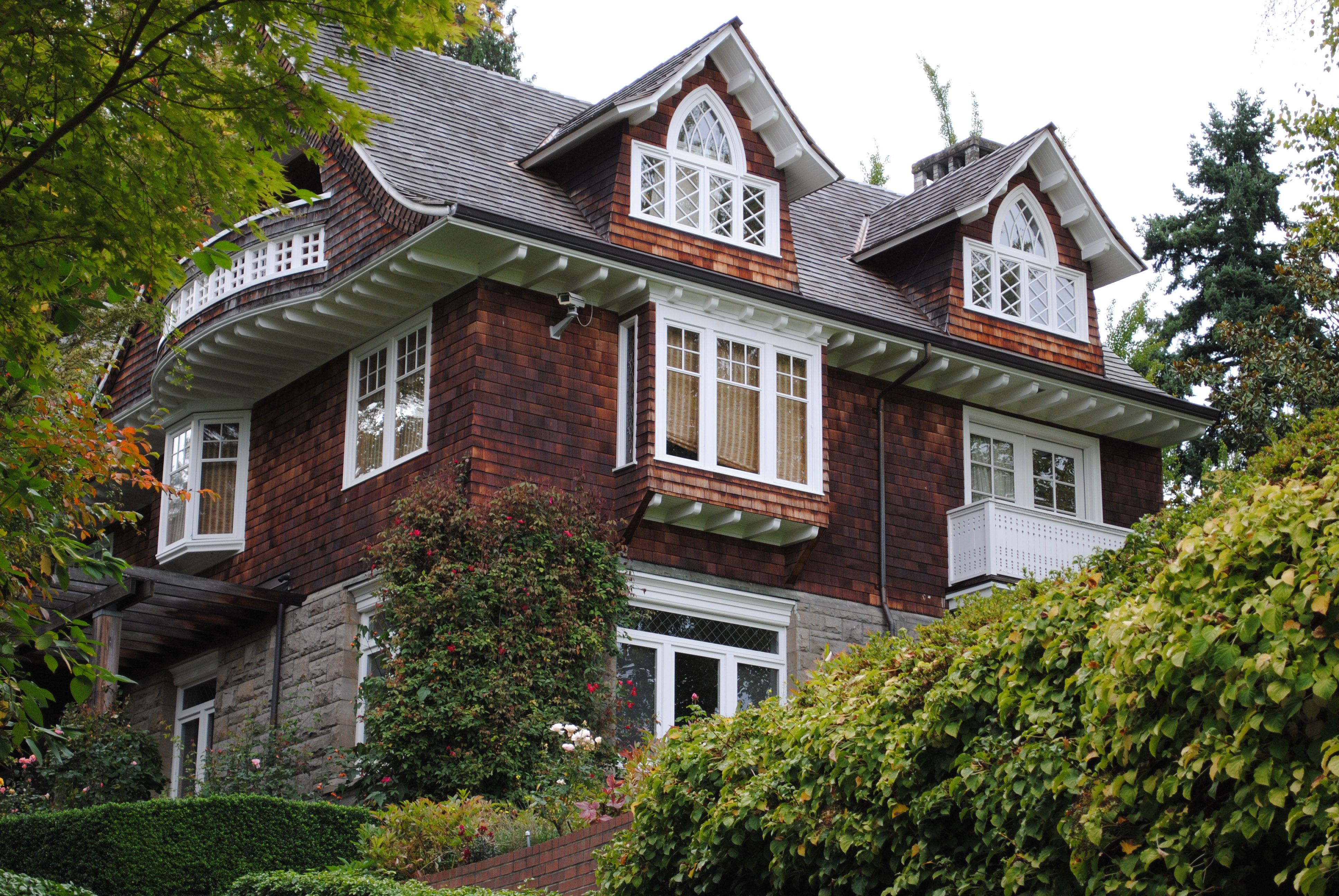
Cobainův dům v Seattlu, kde byl nalezen mrtvý v dubnu 1994

V listopadu roku 1993 se Nirvana objevila v pořadu MTV Unplugged. Bylo nečekané, že takřka polovina písní, které Nirvana zahrála, byly převzaté. Prakticky jediným hitem, který na koncertě zazněl, byla píseň „Come as You Are“. Na pódiu se společně s Cobainem, Grohlem a Novoselicem, objevili ještě bratři Kirkwoodovi z Meat Puppets, doprovodná violoncellistka a stálý host Lori Goldston a Pat Smear, který se o několik měsíců dříve stal členem skupiny.
Začátkem roku 1994 nahrávali v Robert Lang Studios v Seattlu. Tehdy nahráli jedinou písničku, později nazvanou „You Know You're Right“. Poslední vystoupení Nirvany proběhlo 1. března 1994 v Mnichově. Během něj Kurt na chvíli ztratil hlas, a byl tak nucen dočasně opustit pódium. V březnu roku 1994 se Cobain pokusil v Římě o sebevraždu požitím většího množství Rohypnolu, byť sám Cobain ujišťuje, že šlo pouze o nehodu. Nirvana byla uprostřed evropského turné a tato událost jí znemožnila pokračovat ve vystoupeních, během nichž měla mimo jiné poprvé navštívit 11. března i Prahu. Cobain byl hospitalizován a zanedlouho propuštěn. Dne 30. března se Cobain zapsal do centra Exodus Recovery v Los Angeles, aby se léčil ze závislosti, ale za dva dny utekl a odletěl do Seattlu. Následně se vyhýbal lidem, včetně spoluhráčů z kapely a dne 8. dubna byl Kurt Cobain nalezen mrtev ve svém domě s prostřelenou hlavou. Příčina smrti byla klasifikována jako sebevražda a datum smrti bylo stanoveno na 5. dubna. Později se však na základě vysokého obsahu heroinu v krvi vyrojily konspirační teorie, že byl zabit svou manželkou Courtney Love. Tato událost znamenala rozpad kapely.

## Období po rozpadu

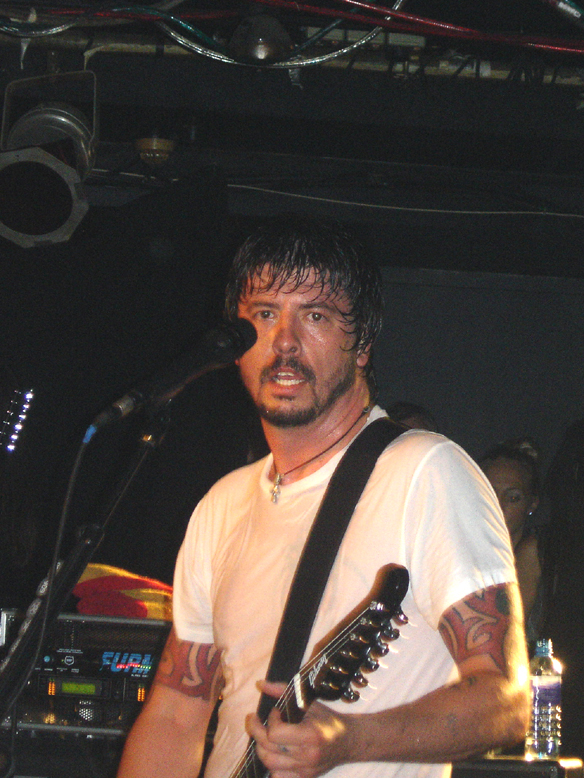
Dave Grohl na vystoupení Foo Fighters

Po rozpadu Nirvany byla i nadále vydávána její alba. Ještě v listopadu roku 1994 vyšla deska MTV Unplugged in New York, která byla záznamem akustického vystoupení Nirvany na podzim předešlého roku. Dva týdny poté bylo stále pod vydavatelstvím Geffen Records vydáno video Live! Tonight! Sold Out!!. V říjnu 1996 vyšlo další živé album s názvem From the Muddy Banks of the Wishkah. V roce 1997 Courtney Love, Novoselic a Grohl společně založili společnost s názvem Nirvana L. L. C., která měla za úkol spravovat veškerou pozůstalost, která se týkala Nirvany. V následujících letech začali Novoselic s Grohlem zpracovávat většinu nahrávek kapely a v září 2001 se chystali vydat box set k desátému výročí Nevermind. Cobainova vdova Courtney Love však v červnu téhož roku odstoupila od smlouvy, zabránila vydání a začala se soudit se dvěma zbývajícími členy kapely o autorská práva na písně Nirvany, což mělo za následek pozdržení vydání nahrávek o několik let. Soudní pře nakonec skončila dohodou mezi zúčastněnými stranami. Roku 2002 vyšlo výběrové album s prostým názvem Nirvana, které obsahovalo dosud nepublikovanou píseň „You Know You're Right“. Až o tři roky později následoval box set With the Lights Out, který obsahoval 3 CD a jedno DVD. Dalším albem se stalo další výběrové CD Sliver: The Best of the Box z roku 2005. Zatím posledním vydaným albem se roku 2009 stalo koncertní CD/DVD Live at Reading, záznam z výše uvedeného koncertu ze srpna 1992.
Tři zbývající členové zůstali i nadále hudebně aktivní. Dave Grohl brzy po Cobainově smrti dal vzniknout svým prvním demo nahrávkám, které se staly základem debutového alba skupiny Foo Fighters, kterou Grohl založil. S Foo Fighters někdy vystupuje i Pat Smear. V roce 1995 vyšlo jejich debutové album s názvem Foo Fighters. Album z roku 2005 In Your Honor zahrnuje i píseň z roku 1990 s názvem „Friend of a Friend“, kterou Grohl napsal na základě svého prvního kontaktu s Novoselicem a Cobainem. Grohl dále bubnoval nebo bubnuje s kapelami a osobnostmi jako Tom Petty and the Heartbreakers, Mike Watt, Queens of the Stone Age, Tenacious D a Nine Inch Nails.
Krist Novoselic po rozpadu Nirvany zformoval kapelu Sweet 75, která se však po jednom vydaném albu rozpadla. Později založil společně s Curtem Kirkwoodem z kapely Meat Puppets a Budem Gaughem ze Sublime projekt Eyes Adrift. V roce 2002 vydali své první album, po kterém se kapela rozpadla. Novoselic se také stal politickým aktivistou.
Dne 12. prosince 2012 se Grohl, Novoselic a Smear po osmnácti letech sešli na benefičním koncertu 12-12-12: The Concert for Sandy Relief, věnovaném obětem hurikánu Sandy, a spolu s Paulem McCartneym zahráli společnou píseň „Cut Me Some Slack“. Ta se objevila v dokumentu Sound City, který Grohl režíroval a který měl premiéru v únoru 2013.
Dne 10. dubna 2014 vstoupila skupina do Rock and Roll Hall of Fame. V roce 2020 se uskutečnila sešlost bývalých členů skupiny, samotného Kurta Cobaina zcoverovalo několik známějších i neznámých zpěváků.

## Hudební styl

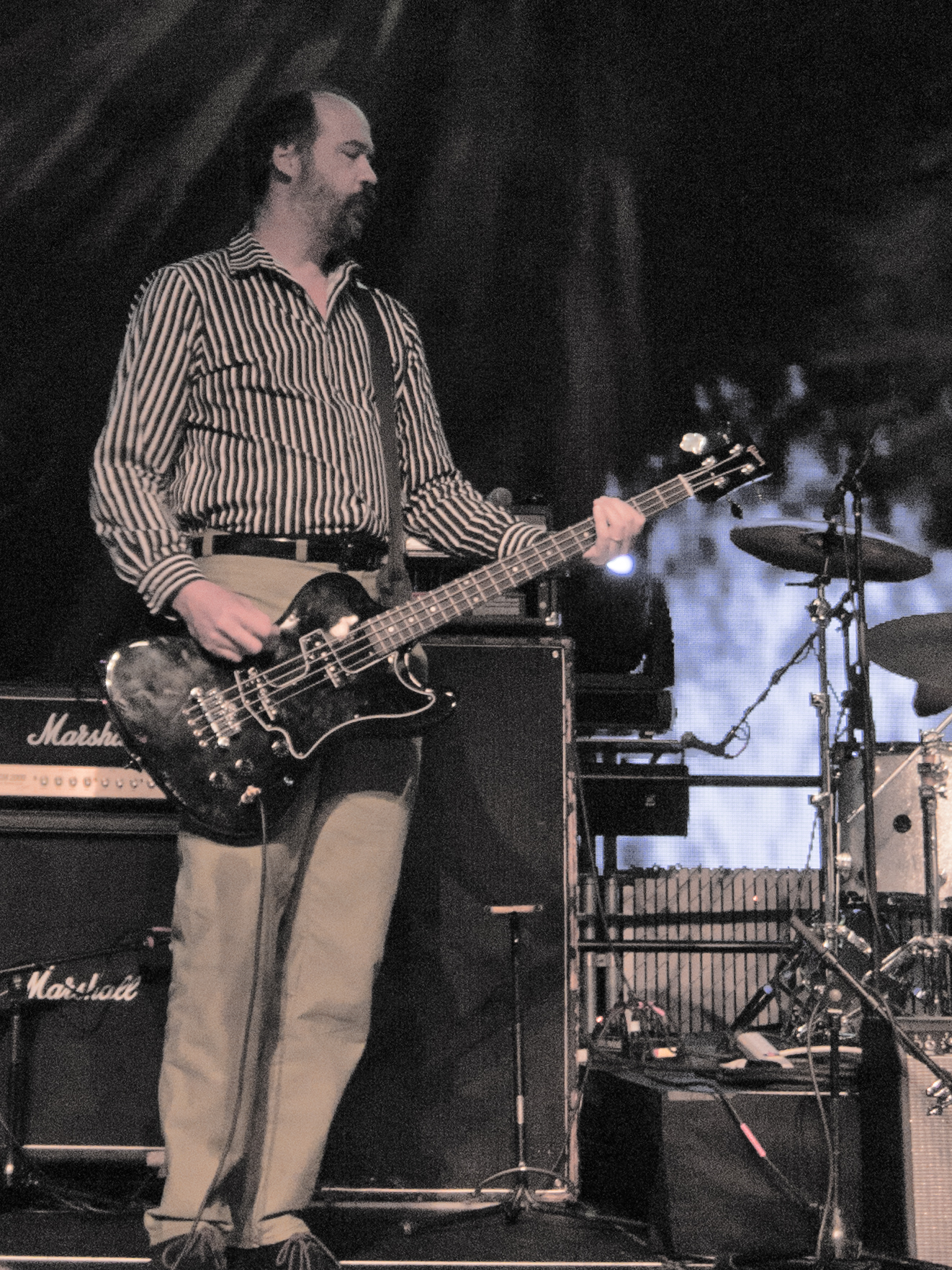
Krist Novoselic při vystoupení k 20. výročí vydání desky Nevermind 21. září 2011

Cobain popsal na začátku působení skupiny její hudební styl jako „vykrádání Gang of Four a Scratch Acid“. Později, když Nirvana nahrála Bleach, měl Cobain za to, že musí naplnit očekávání grunge zvuku jeho vydavatelství Sub Pop, aby si vybudoval základnu fanoušků. Proto potlačil své bohémské a popové skladatelské rysy a přiblížil se více k rockovému zvuku. Michael Azerrad, autor biografie skupiny, řekl: „Ironií je, že to byly právě omezení zvuku Sub Pop, které pomohly skupině najít její hudební totožnost.“ Azerrad uvedl, že při přihlédnutí k tomu, že členové skupiny vyrůstali na skupinách jako Black Sabbath a Aerosmith, byla Nirvana schopna úspěšně změnit styl své hudby.
Skupina používala dynamické proměny, od tichých zvuků k hlasitým. Cobain usiloval o promíchání tvrdší a popové hudby; prohlásil: „Píšeme mnohem víc popové písně jako „About a Girl“ – někteří lidé by si mohli myslet, že se měníme na něco jiného, ale takoví jsme byli vždycky, teď se to jen začíná víc projevovat.“ Když Cobain po nahrání Bleach uslyšel album Surfer Rosa skupiny Pixies, měl pocit, že má přesně ten zvuk, kterého chtěl dosáhnout, přitom se ale bál ho zkusit. Následná popularita Pixies pak povzbudila Cobaina, aby se při skládání řídil svými instinkty. Ke konci svého života Cobain poznamenal, že skupina byla znuděna jednotným stylem hudby, který se jí zdál limitující. Sám skladatel ovšem pochyboval, že měla dovednosti zvládnout více dynamickou hudbu.
Cobainův rytmický styl kytar byl založen na power akordech, nízkých tónech a na uvolněné technice levé ruky, což byly výrazné rysy zvuku skupiny. Cobain často hrál kytarový riff první sloky čistým tónem, při opakování kytaru pak zdvojil zkresleným tónem. V těch samých písničkách se také v určitých místech kytara neobjevovala vůbec, zpěv byl dokreslený pouze basovou kytarou a bicími. Případně hrála kytara pouze tiché melodie, jako například v písni „Smells Like Teen Spirit“. Kytarová sóla byla v hudbě Nirvany spíše výjimkou, Cobain místo toho hrál spíš různé variace melodie písně. Sóla též byla spíše neladící a založená na blues stylu. Hudební skupina neměla žádné formální hudební vzdělání, Cobain uvedl: „Neměl jsem vůbec žádný plán, jak se stát hudebníkem... Neprošel bych ani kytarovým kurzem Guitar 101“. Chad Channing popisuje, že Cobain si před zpíváním rozcvičoval hlasivky tak, že „ječel a vřískal.“
Bubenický styl Grohla „dostal hudební styl Nirvany na další úroveň intenzity“. Podle Azerrada „silné Grohlovo bubnování posunulo skupinu do zcela nové roviny, míněno vizuálně i hudebně“. Též poznamenal, že přestože je Grohl „nemilosrdný bubeník, jeho party jsou zároveň výrazně hudební – nebylo těžké poznat, kterou píseň zrovna hraje, aniž by se k němu připojily další nástroje.“
Do roku 1992 používali Cobain a Novoselic pro živá vystoupení ladění svých kytar od komorního tónu a ve studiu používali ladění od D#. Toto ladění začali od roku 1992 užívat též během koncertů. Cobain poznamenal: „Hrajeme tak tvrdě, že nestíháme naladit své kytary“. Poznávacím znakem skupiny se stalo též ničení vybavení po skončení koncertu. Novoselic řekl, že „Cobain vymyslel tento gag, aby se dostal dříve z pódia“. Dle Cobaina to začalo jako projev frustrace nad tím, jak bývalý bubeník Chad Channing dělal chyby během koncertů“.

### Skládání a texty
Při skládání písní Cobain přišel se základními prvky, obvykle složenými na akustické kytaře, každé písně, se stylem zpěvu a textem. Sám zdůrazňoval, že je nerad považován za skladatele písní pro Nirvanu, jelikož Novoselic a Grohl měli velké slovo v rozhodování, jak dlouhá píseň bude a kolik částí bude mít. Na otázku ohledně toho, jakou část písně skládá první, Cobain odpověděl, že neví, ale pravděpodobně začíná se slokou a až pak tvoří refrén.
Cobain dodělával konečnou podobu textu pár minut před nahráním písně. Poznamenal: „Když píšu skladbu, text je ta nejméně důležitá část. Můžu píseň napsat o dvou nebo třech různých tématech a její název pak nemusí znamenat vůbec nic“. V roce 1993 řekl v rozhovoru pro magazín Spin, že ho „naprosto nezajímá“, o čem jsou texty na albu Bleach. Též uvedl, že dokud negativní texty nejsou „sexistické a příliš trapné, tak je to v pořádku“. Texty na desce Nevermind byly převzaty z různé poezie, kterou Cobain za dva roky nashromáždil. Z ní pak vybral rýmy, které se mu líbily. Na poslední desce In Utero pak byly texty více zaměřené na konkrétní témata. Cobain v textech užíval různé protichůdné myšlenky a pocity, někdy také představil určitou myšlenku a následně jí zamítl. Sám to vysvětlil takto: „Někdy jsem strašně nihilistický cvok, jindy zase strašně upřímný a zranitelný.“ Písně pak byly mix obou těchto stavů. Dle Cobaina to reflektovalo stav mnoha lidí v jeho věku.

## Vlivy
Nirvana měla a má velký vliv na hudební průmysl. Nejednou bylo album Nevermind prohlášeno za nejzásadnější album 90. let. Velký vliv Nirvany je znát např. u kapel Mudhoney či novější skupiny The Strokes. Podle knihy The Rolling Stone Encyclopedia of Rock & Roll Nirvana změnila ráz hudby devadesátých let.
Sami členové Nirvany byli ovlivněni různými kapelami a hudebními styly. Jedna z nejdůležitějších kapel, která přímo ovlivnila Kurta Cobaina, byla Pixies. Kurt dokonce prohlašoval, že nebýt Pixies, nikdy by Nirvana nevznikla. Z dalších kapel to jsou zajisté Melvins (jejíž frontman Buzz Osborne byl Cobainův kamarád z dětství), Black Flag, na jejichž koncerty Cobain v mládí jezdil, dále Sonic Youth, Sex Pistols, Dead Kennedys, Wipers, Beatles, Beat Happening a The Vaselines. Vliv na hudbu Nirvany měly také hardrockové kapely ze sedmdesátých let, především Led Zeppelin, Aerosmith a Black Sabbath.

## Členové skupiny
- Kurt Cobain – kytara, zpěv
- Krist Novoselic – basová kytara
- Dave Grohl – bicí, doprovodný zpěv
- Pat Smear – kytara

Bývalí členové
- Aaron Burckhard – bicí (1987–1988)
- Dale Crover – bicí (1988, 1990)
- Dave Foster – bicí (1988)
- Chad Channing – bicí (1988–1990)
- Jason Everman – kytara (1989)
- Dan Peters – bicí (1990)

Stálí hosté
- Lori Goldston – violoncello (1993–1994)
- Melora Creager – violoncello (1994)

## Diskografie
- 1989: Bleach
- 1991: Nevermind
- 1992: Incesticide
- 1993: In Utero

## Ocenění

### Výhry
- MTV Video Music Awards – 1992 – Nejlepší videoklip nového umělce – „Smells Like Teen Spirit“
- MTV Video Music Awards – 1992 – Nejlepší alternativní videoklip – „Smells Like Teen Spirit“
- MTV Video Music Awards – 1993 – Nejlepší alternativní videoklip – „In Bloom“
- MTV Video Music Awards – 1994 – Nejlepší alternativní videoklip – „Heart-Shaped Box“
- MTV Video Music Awards – 1994 – Nejlepší režie videoklipu – „Heart-Shaped Box“
- Grammy – 1996 – Nejlepší alternativní album – MTV Unplugged in New York

### Nominace
- MTV Music Video Awards – 1992 – Videoklip roku – „Smells Like Teen Spirit“
- MTV Music Video Awards – 1992 – Cena diváků – „Smells Like Teen Spirit“
- MTV Music Video Awards – 1994 – Videoklip roku – „Heart-Shaped Box“
- MTV Music Video Awards – 1994 – Nejlepší kamera – „Heart-Shaped Box“
- Grammy – 1992 – Nejlepší alternativní hudební album – Nevermind
- Grammy – 1992 – Nejlepší rocková píseň – „Smells Like Teen Spirit“
- Grammy – 1992 – Nejlepší hardrockový výkon – „Smells Like Teen Spirit“
- Grammy – 1994 – Nejlepší alternativní hudební album – In Utero